# پروژه دلفین (هند)
پروژه دلفین (انگلیسی: Project Dolphin) ابتکاری از طرف دولت هند برای حفظ هر دو گونه دلفین رودخانه ای و دلفین اقیانوسی است، که در سال ۲۰۲۱ شروع گردید. اعلام رسمی پروژه، در روز ۱۵ اوت ۲۰۲۰ در هنگام برگزاری مراسم هفتاد و چهارمین سالگرد روز استقلال توسط نخست‌وزیر هند نارندرا مودی انجام شد. این پروژه تحت نظر مؤسسه حیات وحش هند است که یک بخش مستقل از وزارت محیط زیست، جنگل و تغییرات اقلیمی می‌باشد. پروژه دلفین از روی پروژه ببر الگوبرداری شده است. در سال ۲۰۱۹، درخواست‌هایی برای راه اندازی پروژه دلفین در هند انجام شد. وزارت محیط زیست، روز ۵ اکتبر را به عنوان «روز ملی دلفین» تعیین کرده است. در ناحیه بنگال، به ویژه در امتداد رود گنگ بین فراکا و گنگاساگر که محل زندگی ۶۵۰ دلفین است، تأسیس یک مرکز پرورش دلفین برای دلفین رودخانه‌ای جنوب آسیا برنامه‌ریزی شده است. دلفین‌های هند به دلیل عوامل مختلفی از جمله گیر افتادن در سیستم‌های کانال، ساخت آبراهه‌ها، فعالیت ماهیگیر فاقد نظارت با استفاده از تورهای ماهیگیری نایلونی، آلودگی صوتی کشتی‌ها و عوامل دیگر، در معرض خطر انقراض قرار دارند.